# Le Chien
Le Chien è un dramma sulla povertà di una regione rurale in declino, originariamente scritto da Jean-Marc Dalpé e messo per la prima volta in scena, a cura di Brigitte Haentjens al Théâtre du Nouvel-Ontario di Sudbury nel 1988.  La commedia metteva allora in vedetta l'attore nascente, ed oggi noto per il Canada, Roy Dupuis nella parte di Jay.  La commedia vinse all'epoca il Prix littéraire du Gouverneur général e venne ovunque riconosciuto come un punto di riferimento per il teatro franco-ontariese.
A distanza di 20 anni la commedia verrà rimessa in scena a cura di Joël Beddows alla 12ª edizione del Festival Zones Théâtrales, 2007. Il cast sarà composto da Marc Bélanger nel ruolo di Jay, Sylvain Massé nel ruolo del padre, Annick Léger nel ruolo della madre, Manon St-Jules nel ruolo della sorella e Aubert Pallascio nel ruolo del nonno.

## Trama
La commedia racconta la storia di Jay, un ventenne che dopo aver girato per l'America decide finalmente di fare ritorno in famiglia, in un piccolo villaggio del nord Ontario, con il solo scopo di fare pace con il padre. Jay aveva lasciato infatti la famiglia perché il padre era violento e perché non riusciva a vivere in quel piccolo villaggio. L'attesa riconciliazione però non avviene, anzi quando Jay scopre che il padre ha violentato la sorella adottiva, gli spara uccidendolo.  Ma il dramma interiore di Jay, la violenza che aveva sopportato e visto, non può guarire con altra violenza, Jay non trova nessun sollievo.